# Paragomphus cognatus
Paragomphus cognatus es una especie de libélula de la familia Gomphidae.

## Distribución y estado
Se encuentra en Angola, Costa de Marfil, Etiopía, Kenia, Malaui, Mozambique, Namibia, Nigeria, Sierra Leona, Sudáfrica, Tanzania, Uganda, Zambia, Zimbabue y posiblemente Burundi.

## Hábitat
Sus hábitats naturales son los bosques tropicales o subtropicales secos de tierras bajas, los matorrales secos tropicales o subtropicales, las zonas de arbustos tropicales o subtropicales y los ríos .

## Hábitos
Frecuenta las corrientes pedregosas de ríos y pozas. Suele posarse en las rocas del centro de la corriente.